# Kriminalgeschichte des Christentums
Kriminalgeschichte des Christentums heißt das zehnbändige Hauptwerk des Schriftstellers und Kirchenkritikers Karlheinz Deschner (1924 – 2014). Es beschreibt detailliert Verfehlungen, die den verschiedenen christlichen Kirchen, Konfessionen, Sekten, Sonderbünden und ihren Repräsentanten sowie christlichen Herrschern im Verlauf der Geschichte des Christentums angelastet werden. Das Werk umfasst die Kirchengeschichte von ihren biblischen Ursprüngen bis ins 18. Jahrhundert. Der erste Band ist 1986 erschienen, der abschließende zehnte im Jahr 2013.
Partielle oder vollständige Übersetzungen des umfangreichen, über 5000-seitigen Werks erschienen in englischer, italienischer, spanischer, griechischer, polnischer und russischer Sprache.

## Zielsetzung
In seiner dem ersten Band vorangestellten Einleitung zum Gesamtwerk beschrieb Deschner seine Intention und beginnt damit, was man in seinem Werk nicht finden wird: die Antwort auf die Frage, „Wozu ist das Christentum gut?“ Im Sinne des Satzes Audiatur et altera pars („Man höre auch die andere Seite“) will er ein Gegengewicht zu dem gigantischen Übergewicht der vorhandenen Glorifikationen des Christentums schaffen. Auch über die vermeintlichen oder, ausnahmsweise, wirklich positiven Folgen des Christentums will er nichts berichten. Zeigen will er aber, dass die Verfechter einer ersten Moralinstanz ihr Ideal nicht nur partiell, sondern ständig verfehlten. Deschner sieht hier schon den Hauptkritikpunkt an seinem Werk voraus, nämlich die Einseitigkeit der Faktenauswahl, und begegnet ihm mit einer klaren Abgrenzung. Angestrebt sei nicht nur eine Geschichte der Kirchen, sondern eine Darstellung aller (auch nichtkirchlicher) Erscheinungen des Christentums. Diese würden gemessen nicht nur an den generellen Begriffen des Kriminellen, Humanen, sondern auch an den zentralen ethischen Gedanken der Synoptiker, am christlichen Selbstverständnis als Religion der guten Botschaft, der Liebe, des Friedens, […] aber auch an den missachteten Forderungen der späteren Kirche, wie Verbot des Kriegsdienstes zunächst für alle Christen, dann für den Klerus; Verbot der Simonie, des Zinses, des Wuchers und anderer Dinge mehr.
Mit diesem bewusst provokanten Angriff auf die konservative und apologetische Kirchengeschichtsschreibung löste Deschner großes Aufsehen und teilweise Abwehr aus. Dabei sind die von ihm zusammengetragenen und ausgiebig belegten Fakten weitgehend unstrittig. Ihre Auswahl, Interpretationen und polemischen Zuspitzungen werden jedoch vielfach kritisiert.

## Band 1: Die Frühzeit
Nach 16-jähriger Vorarbeit erschien dieser erste Teilband, der die Entstehung und den Aufstieg des Christentums zur römischen Staatsreligion darstellt.
Er beginnt mit einem Blick auf das Alte Testament. Deschner beschreibt die Landnahme der Israeliten nach der bröckelnden ägyptischen Herrschaft in Palästina im 14. und 13. Jahrhundert v. Chr. und die Vernichtung des kanaanäischen Stadtstaaten-Systems. Dieser Einstieg, der nicht direkt das Christentum, sondern das antike Judentum betrifft, stellt das Verhältnis zwischen religiösem Anspruch und Gewaltpolitik dar: Darin sieht Deschner den Ursprung einer Tradition des Heiligen Kriegs, in der später auch die Christen zahlreiche Massenmorde im Namen des Gottes Israels begingen. Er beschreibt die vielen Todesstrafen, die die Tora für religiöse Vergehen vorsah, die Eroberungspolitik König Davids, die Herrschaft und Korruption der Priester und schließlich den Untergang des Staates Israel in römischer Zeit.
Erst dieser Untergang habe den Aufstieg des Christentums im Römischen Reich ermöglicht, da die Christen sich nun als wahres Israel Gottes betrachten konnten. Der christliche Antijudaismus beginne im Neuen Testament (siehe Antijudaismus im Neuen Testament) und setze sich mit der Umdeutung der Kirche als neues Israel fort. Mit Hilfe ausgewählter Zitate weist Deschner den Kirchenlehrern Ephraem, Johannes Chrysostomos, Hieronymus und Hilarius von Poitiers Antisemitismus zu.
Ebenfalls sollen die Kirchenväter nach Deschner gegen Ketzer und Irrgläubige gehetzt haben. Deschner nimmt lediglich Origenes in Schutz, den er zu den edelsten Christen überhaupt zählt. Ein ganzes Kapitel ist dem Angriff auf das Heidentum gewidmet. Er analysiert sodann die Christenverfolgungen im Spiegel der teils übertreibenden Märtyrerlegenden aus kirchlicher Geschichtsschreibung sowie den retrospektiven christlichen Blick auf die heidnischen Kaiser. Deschner wirft außerdem einen Blick auf die ersten bedeutenden Gegner des Christentums, Celsus und Porphyrios.
Kaiser Konstantin I. verwandelte gemäß Deschner „die Kirche der Pazifisten zur Kirche der Feldpfaffen“. Deschner sieht in dem Aufgeben der zentralen pazifistischen Werte des vorkonstantinischen Christentums „einen Bankrott der Jesuslehre“. Weiter beschreibt Deschner Konstantins Wirken im Kampf gegen Juden, „Ketzer“ und Heiden. Auch das Königreich Armenien, das als erster Staat der Welt (im Jahr 301) das Christentum zur Staatsreligion erhob, wird vor Deschners Kritik nicht verschont, indem er feststellt, dass dies „gleich mit gewaltiger Verfolgung der Heiden begann“.

Über Kaiser Julian schreibt Deschner, dass er „seine christlichen Vorgänger samt und sonders überragt: charakterlich, ethisch, geistig“. Julians Versuch, die heidnischen Religionen wieder zu legitimieren, kommentiert Deschner wie folgt: 

„Vielleicht, wer weiß, wäre eine nichtchristliche Welt in genauso viele Kriege gestürzt – obwohl die nichtchristliche Welt seit siebzehn Jahrhunderten weniger Kriege führt als die christliche! Schwer vorstellbar aber in einer heidnischen Welt: die ganze Heuchelei der christlichen. Und noch schwerer denkbar deren religiöse Intoleranz.“

Den Abschluss des Bandes bildet Deschners Einschätzung der Kirchenväter Athanasius, Ambrosius und Augustinus. Deschner wirft Athanasius „Skrupellosigkeit“, „Prestige- und Machtstreben“ vor. Ambrosius ist in Deschners Worten „ein fanatischer Judenfeind“. Dank seiner Kirchenpolitik, „unnachgiebig und intolerant, doch nicht so direkt; versierter, geschmeidiger“, sei er „Vorbild für die Kirche bis heute“ (S. 400 und passim). Augustinus schließlich, der „den Patriotismus noch über die Liebe des Vaters zu seinem Sohne“ stellte (S. 520), sanktionierte den „gerechten Krieg“ wie den „Heiligen Krieg“.

## Band 2: Die Spätantike
Deschner schreibt, die „Zustände wie im alten Rom“ seien charakteristisch für die Zustände der römischen Kirche. Die spätantiken Grausamkeiten christlicher Hirten würden bis heute von Kirchengeschichtlern vielfach beschönigt und verschwiegen.

## Band 3: Die Alte Kirche
Anders als in den anderen Bänden, die chronologisch vorgehen, geht Deschner hier nach so genannten Verbrechensschwerpunkten vor, die er in folgenden Bereichen identifiziert:
- Das christliche Fälschungswesen
- Der Wunder- und Reliquienschwindel
- Die Wallfahrtswirtschaft
- Die Verdummung und der Ruin der antiken Bildung
- Die christliche Büchervernichtung und die Vernichtung des Heidentums
- Die Erhaltung und Festigung der Sklaverei
- Die doppelzüngige Soziallehre und die tatsächliche Sozialpolitik der Großkirche

## Band 4: Frühmittelalter
Im Frühmittelalter kommt es zur Abspaltung von Byzanz, der Krieg gegen den Islam beginnt, und die Päpste in Rom werden zu mächtigen Herrschern. Deschner hält Papst Gregor I. für einen Mann der doppelten Moral, der immer wieder Buße und den nahenden Weltuntergang predigt, selber aber die Ausbreitung seiner Macht um jeden Preis betreibe, wozu er Kerker, Folter, Geiselnahme und Plünderungen empfehle, aber auch mit Bestechungen umzugehen wisse. Die Konstantinische Schenkung nennt Deschner die größte Urkundenfälschung der Weltgeschichte. Am Ende des Bandes werden Karl dem Großen opportunistische Beziehungen zu den Päpsten, seine überaus blutige „Schwertmission“ bei den Sachsen und seine Zerstörung des Langobarden- und des Awarenreiches vorgeworfen.

## Band 5: 9. und 10. Jahrhundert
Dem Band ist eine Replik Deschners auf die Anthologie Kriminalisierung des Christentums? und ein Editorial dazu von Hermann Gieselbusch, Lektor beim Rowohlt-Verlag, vorangestellt.
Im dann dargestellten 9. und 10. Jahrhundert kommt es laut Deschner zu einer innigen Verfilzung weltlicher und kirchlicher Macht. Geistliche Fürstentümer entstehen, es blüht der Kriegsdienst des hohen Klerus. Unter den Ottonen ist die Kirche im Heiligen Römischen Reich völlig militarisiert; Bistümer und Abteien gebieten über ein bedeutendes militärisches Potenzial. Auch Päpste ziehen in den Krieg: Leo IV. in die Seeschlacht von Ostia 849, Johannes X. in die Schlacht am Garigliano 915. Päpste exkommunizieren sich gegenseitig, einige werden in den Kerker geworfen, erwürgt, verstümmelt, vergiftet. Sergius III. lässt gleich zwei umbringen. In Kap. 3 werden die Pseudoisidorischen Dekretalien behandelt, die als die bedeutendste Fälschung der Karolingerzeit (Dawson) bezeichnet werden.

## Band 6: Das 11. und 12. Jahrhundert
Dieser Band behandelt Kaiser Heinrich II. den Heiligen, der, mit Heiden verbündet, drei Kriege gegen das katholische Polen führt, das folgenschwere Pontifikat von Gregor VII., einem „aggressiven Satan“, der im Investiturstreit zum Sieg des Heiligen Stuhls über den Kaiserthron führt (Canossa), das Schisma mit der Ostkirche, den Ersten Kreuzzug mit dem Massaker aller Einwohner von Jerusalem sowie den Zweiten und Dritten Kreuzzug.

## Band 7: Das 13. und 14. Jahrhundert
Deschner schreibt über den Staufer-Kaiser Heinrich VI., der die Weltherrschaft auch ohne päpstlichen Segen wollte, und über den mächtigsten Papst der Geschichte, Innozenz III. In die beschriebene Zeit fallen Kreuzzüge in alle Himmelsrichtungen, darunter der Vierte Kreuzzug, der Kreuzzug Friedrichs II., die Kreuzzüge Ludwigs IX. nach Ägypten und Tunis, der groteske Kinderkreuzzug, die Kreuzzüge von Christen gegen Christen, die Sizilianische Vesper, die Vernichtung der Templer, die Ausrottung der Heiden im Nordosten, das christliche Judenmorden und nicht zuletzt die totalitäre Inquisition, die jegliche Regung freiheitlicher Geister unterdrücken sollte.

## Band 8: Das 15. und 16. Jahrhundert
Deschner beschreibt die beginnende Hexenverfolgung, das Abendländische Schisma, die Renaissance-Päpste, den Kampf gegen die innerchristliche Opposition (Wycliff, Hus und das Konzil von Konstanz, Luther und der Bauernkrieg).
2005 sind die Bände 1 bis 8 als CD-ROM erschienen: Directmedia, Berlin 2005, ISBN 3-89853-532-0.

## Band 9: Mitte des 16. bis Anfang des 18. Jahrhunderts
In Band 9 werden im Einzelnen folgende Themen behandelt:
- Der „amerikanische Holocaust“; der Völkermord im Zusammenhang mit der Eroberung und Christianisierung des amerikanischen Kontinents.
- Die Reformation in der Schweiz; Zwingli und Johannes Calvin
- Die Gegenreformation
- Ignatius von Loyola
- Die Konfessionalisierung
- Jesuiten; hier wird insbesondere dem Einfluss der Ordensgemeinschaft auf die politischen Machthaber der Zeit nachgegangen.
- Ereignisse, Machtinteressen und – Konstellationen im Vorfeld des Dreißigjährigen Krieges.
- Der Dreißigjährige Krieg. Die vordergründig religiös motivierten Ereignisse werden hier auch im Kontext eines weltlich orientierten Macht- und Eroberungsdranges des europäischen Adels untersucht.
- Der Krieg geht weiter; das Elend der Pax Christiana; die Zeit nach dem Dreißigjährigen Kriege.

## Band 10: 18. Jahrhundert und Ausblick auf die Folgezeit
Mehr als ein Vierteljahrhundert nach Erscheinen des ersten Bandes konnte Deschner dieses Werk abschließen: Der 10. und letzte Band der Kriminalgeschichte erschien am 8. März 2013. Er behandelt:
- Christentum in Skandinavien bis zu Karl XII.
- Orthodoxes Christentum in Russland
- Prinz Eugen und der Spanische Erbfolgekrieg
- Der Siebenjährige Krieg
- Niedergang des Papsttums
- Jesuitenverfolgung
- Josephinismus
- Armut als Massenphänomen

## Rezeption
Die Reaktionen auf Deschners Reihe waren gemischt. Nicht nur die Presse, sondern auch die Wissenschaft setzte sich mit seinem Werk auseinander. So widmeten einige Kirchenhistoriker den ersten drei Bänden von Deschners Kriminalgeschichte Anfang Oktober 1992 ein dreitägiges Symposium. Neben Deschner selbst lud Hans Reinhard Seeliger dazu 22 Spezialisten u. a. für Kirchengeschichte, Patrologie, Alte Geschichte, Archäologie, Rechtswissenschaften in die katholische Akademie in Schwerte ein. Die Referate des Symposiums erschienen 1993 als Anthologie mit dem Titel, unter dessen Motto auch das Treffen selbst stand: Kriminalisierung des Christentums? Karlheinz Deschners Kirchengeschichte auf dem Prüfstand. Deschner lehnte die Teilnahme mit der Begründung ab, er habe sich zu den grundsätzlichen Fragen seines Werkes im Vorwort des ersten Bandes bereits genügend geäußert. Er entschied sich, exemplarisch dem Referat Kaiser Konstantin, ein Großer der Geschichte? von Maria R.-Alföldi in einer Replik, die dem Text des fünften Bandes vorangestellt wurde, zu begegnen. Die übrigen Referate des Symposiums überging er. Hermann Gieselbusch, Lektor im Rowohlt-Verlag, wies an gleicher Stelle darauf hin, dass nur wenige der Symposiumsteilnehmer „sich wenigstens der persönlichen Verunglimpfung enthielten“, wobei er namentlich vier Referenten, Ulrich Faust, Theofried Baumeister, Erich Feldmann und Gert Haendler, für ihre Fairness in Deschners Namen dankte.

## Bände
1. Die Frühzeit. Von den Ursprüngen im Alten Testament bis zum Tod des heiligen Augustinus (430). Rowohlt, Reinbek 1986, ISBN 3-498-01263-0; Taschenbuch ebd. 1996, ISBN 3-499-19969-6.
2. Die Spätantike. Von den katholischen „Kindkaisern“ bis zur Ausrottung der arianischen Wandalen und Ostgoten unter Justinian I. (527–565). Rowohlt, Reinbek 1989, ISBN 3-498-01277-0; Taschenbuch ebd. 1996, ISBN 3-499-60142-7.
3. Die Alte Kirche. Fälschung, Verdummung, Ausbeutung, Vernichtung. Rowohlt, Reinbek 1990, ISBN 3-498-01285-1; Taschenbuch ebd. 1996, ISBN 3-499-60244-X.
4. Frühmittelalter. Von König Chlodwig I. (um 500) bis zum Tode Karls „des Großen“ (814). Rowohlt, Reinbek 1994, ISBN 3-498-01300-9; Taschenbuch ebd. 1997, ISBN 3-499-60344-6.
5. 9. und 10. Jahrhundert. Von Ludwig dem Frommen (814) bis zum Tode Ottos III. (1002). Rowohlt, Reinbek 1997. ISBN 3-498-01304-1; Taschenbuch ebd. 1998, ISBN 3-499-60556-2.
6. Das 11. und 12. Jahrhundert. Von Kaiser Heinrich II., dem „Heiligen“ (1102), bis zum Ende des Dritten Kreuzzugs (1192). Rowohlt, Reinbek 1999, ISBN 3-498-01309-2; Taschenbuch ebd. 2001, ISBN 3-499-61131-7.
7. Das 13. und 14. Jahrhundert. Von Kaiser Heinrich VI. (1190) zu Kaiser Ludwig IV. dem Bayern (1347). Rowohlt, Reinbek 2002, ISBN 3-498-01320-3; Taschenbuch ebd. 2003, ISBN 3-499-61511-8.
8. Das 15. und 16. Jahrhundert. Vom Exil der Päpste in Avignon bis zum Augsburger Religionsfrieden. Rowohlt, Reinbek 2004, ISBN 3-498-01323-8; Taschenbuch ebd. 2006, ISBN 3-499-61670-X.
9. Mitte des 16. bis Anfang des 18. Jahrhunderts. Vom Völkermord in der Neuen Welt bis zum Beginn der Aufklärung. Rowohlt, Reinbek 2008, ISBN 978-3-498-01327-1; Taschenbuch ebd. 2010, ISBN 978-3-499-62443-8.
10. 18. Jahrhundert und Ausblick auf die Folgezeit. Könige von Gottes Gnaden und Niedergang des Papsttums. Rowohlt, Reinbek 2013, ISBN 978-3-498-01331-8; Taschenbuch ebd. 2014, ISBN 978-3-499-63020-0